# Route 67 (Ontario)
Pour les articles homonymes, voir Route 67.
La route 67 est une route provinciale de l'Ontario, située dans le nord-est de la province, à Iroquois Falls. Elle ne fait que relier la Route Transcanadienne (Route 11) à Iroquois Falls, au nord-est. Nommée Iroquois Falls connecting link, elle ne mesure que 11 kilomètres.

## Description du Tracé

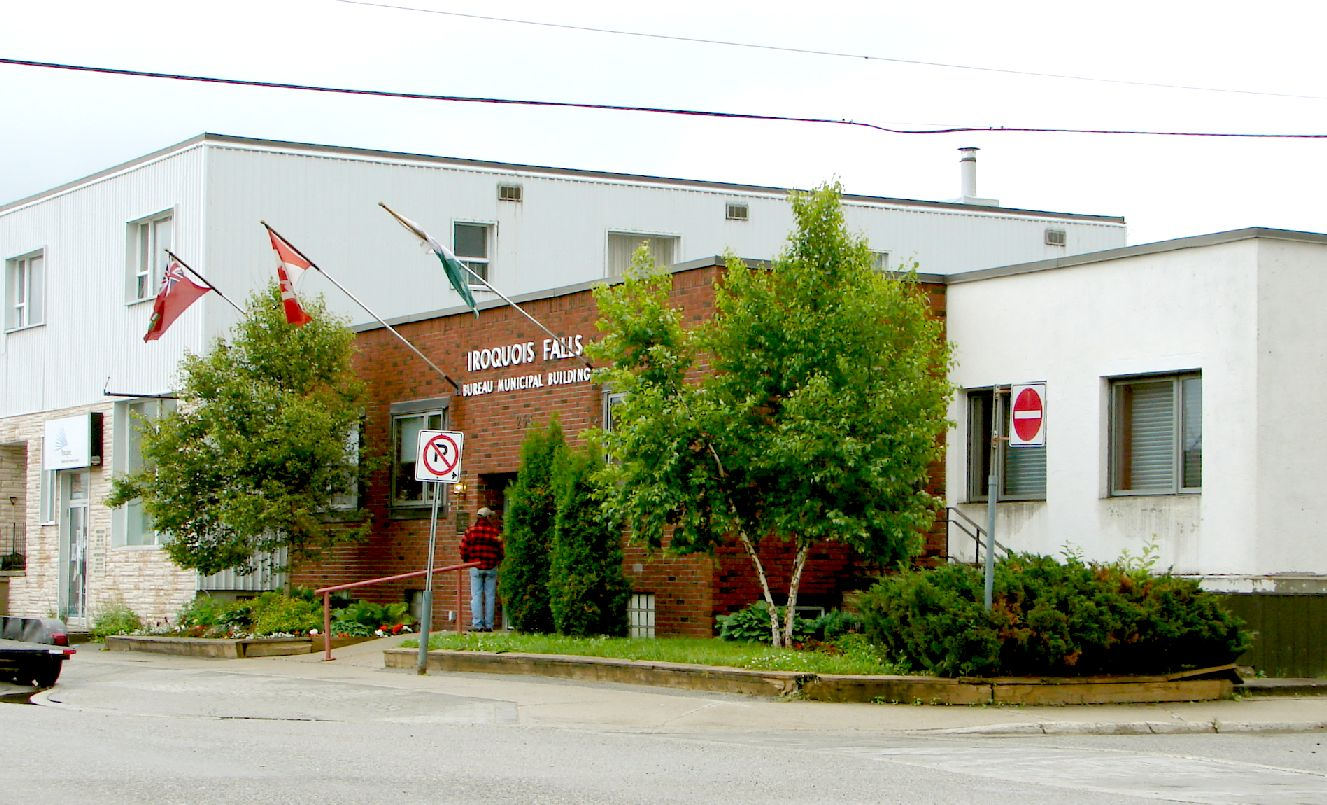
L'hôtel de ville d'Iroquois Falls, terminus est de la route 67.

La route provinciale 67 débute à sa jonction avec la Route 11, la route majeure de la région, en direction de Cochrane, de Kapuskasing et de Hearst vers le nord, puis vers New Liskeard et North Bay vers le sud. Bref, la route 67 commence sa route en se dirigeant vers le nord-est pendant une dizaine de kilomètres avant de courber légèrement vers l'est pour entrer dans le village d'Iroquois Falls, son terminus est.

## Intersections
| Route 67         |     |                              |                      |
| Ville            | km  | Intersection/Destinations    | Notes                |
| Porquis Junction | 0   | R-11, Kapuskasing, North Bay | Début de la route 67 |
| Iroquois Falls   | ~11 | Centre de Iroquois Falls     | Fin de la route 67   |